# Raposa Escarlate
Raposa Escarlate (no original em inglês:  Crimson Fox) é uma personagem fictício da DC Comics.

## História fictícia da personagem
As irmãs  Viviana  e Constance D'Aramis  eram as filhas gêmeas de um cientista de pesquisa para uma empresa farmacêutica. Quando as gêmeas descobriram que sua mãe havia morrido de câncer causado pelos experimentos na corporação, a empresa sabia que se ele foi encontrado acima do poderia arruinar. Isso levou a causar a morte de seu pai. Depois que as gêmeas juraram vingança. Elas estabeleceram uma unidade de negócios para realizar concorrência e expor a empresa a permanecer sem escrúpulos fora do negócio. Eles tornaram-se carmesim Fox, uma heroína francesa, que era na verdade duas pessoas, mas o público não estava ciente disso. Vivien e Constance D'Aramis, os Chefes de uma empresa de perfumes em Paris, teve a capacidade de emitir feromônios que poderiam controlar as ações dos homens em algum grau. Eles usaram esta capacidade de se tornar um membro da Liga da Justiça, com Constance normalmente responsável pela empresa, enquanto vestiam Vivien super-herói (além de que ele amava Metamorfo).Isso permitiria uma para tratar de questões de negócio (Vivian), enquanto a outra estava de frente para o crime como Fox Crimson. Eles fizeram isso porque pensaram que poderia ser um pouco óbvio para uma figura conhecida do público em sua reposição desaparecer. Isto permitiu-lhes identidade secreta perfeito. Infelizmente, as duas irmãs morreram, Vivien foi morto por uma estranha criatura em forma de verme-Puanter Vivian (Justice League America # 104 ) e Constance perecem nas mãos de névoa -Nash ( Starman (vol. 2) # 38 ) .

## Poderes e habilidades
Carmesim Fox I e II podem manipular seus feromônios, o que lhes permite controlar os homens e medo de indução em mulheres, são as mulheres com grande beleza. Seus atributos físicos incluem velocidade e agilidade. Suas luvas são equipados com navalhas em forma de garras afiadas que podem cortar aço. A primeira aparição de Crimson Fox estava em Liga da Justiça Europa #6 (Setembro de 1989) e foi criado por Keith Giffen e Sears Bart. Especificamente Vivien como o Carmesim Fox estava em Justice League Europe # 10 (Janeiro de 1990), Constance como o carmesim Fox em Justice League Europe # 15 (Junho de 1990) e destaca-se como duas pessoas em Justice League Europe # 23 (Fevereiro de 1991).

## Em outras mídias

### Televisão
- Ela fez aparições de fundo na série de televisão animada Liga da Justiça Sem Limites.
- Também aparece na série de televisão Powerless, exibido pela NBC, entretanto com poderes diferentes.[1][2]